# スペースX CRS-22
Spx-22としても知られるスペースX CRS-22は国際宇宙ステーションへの商業補給サービス（CRS）ミッションであり、2021年6月3日 17:29:15 UTCに打ち上げられた。このミッションはNASAとの契約に基づき、スペースXがカーゴドラゴンを使用して実施した。これは2016年1月に締結されたNASAのCRSフェイズ2契約に基づくスペースXによる2回目のフライトだった。

## カーゴドラゴン
スペースXはカーゴドラゴンを5回再利用することを計画している。カーゴドラゴンは、宇宙飛行士が搭乗している場合に必要となるスーパードラコ脱出エンジン、座席、操縦装置および生命維持装置なしで打ち上げられる。ドラゴン2は、ドラゴン1に対して、再改修時間を短縮して飛行間隔を短縮するなどの改良が加えられている。
NASAのCRSフェイズ2契約下での新しいカーゴドラゴンカプセルは、NASAのCRSフェイズ1契約での以前の回収ゾーンだったバハ・カリフォルニア西方の太平洋ではなく、フロリダ近くのメキシコ湾ないし大西洋にパラシュートで降下して着水する。

## ミッション

### タイムライン
T+00:00: 離昇
T+01:15: 最大動圧点
T+02:30: 第1段エンジン停止（MECO）
T+02:34: 第1段分離
T+02:41: 第2段エンジン始動
T+02:48: 第1段ブースト・バック燃焼
T+05:58: 第1段再突入燃焼開始
T+07:22: 第1段着陸燃焼
T+07:52: 第1段無人船に着艦
T+08:46: 第2段エンジン停止（SECO）
T+11:58: ドラゴン分離
T+12:35: ドラゴンのノーズコーン展開シーケンス開始

## 貨物

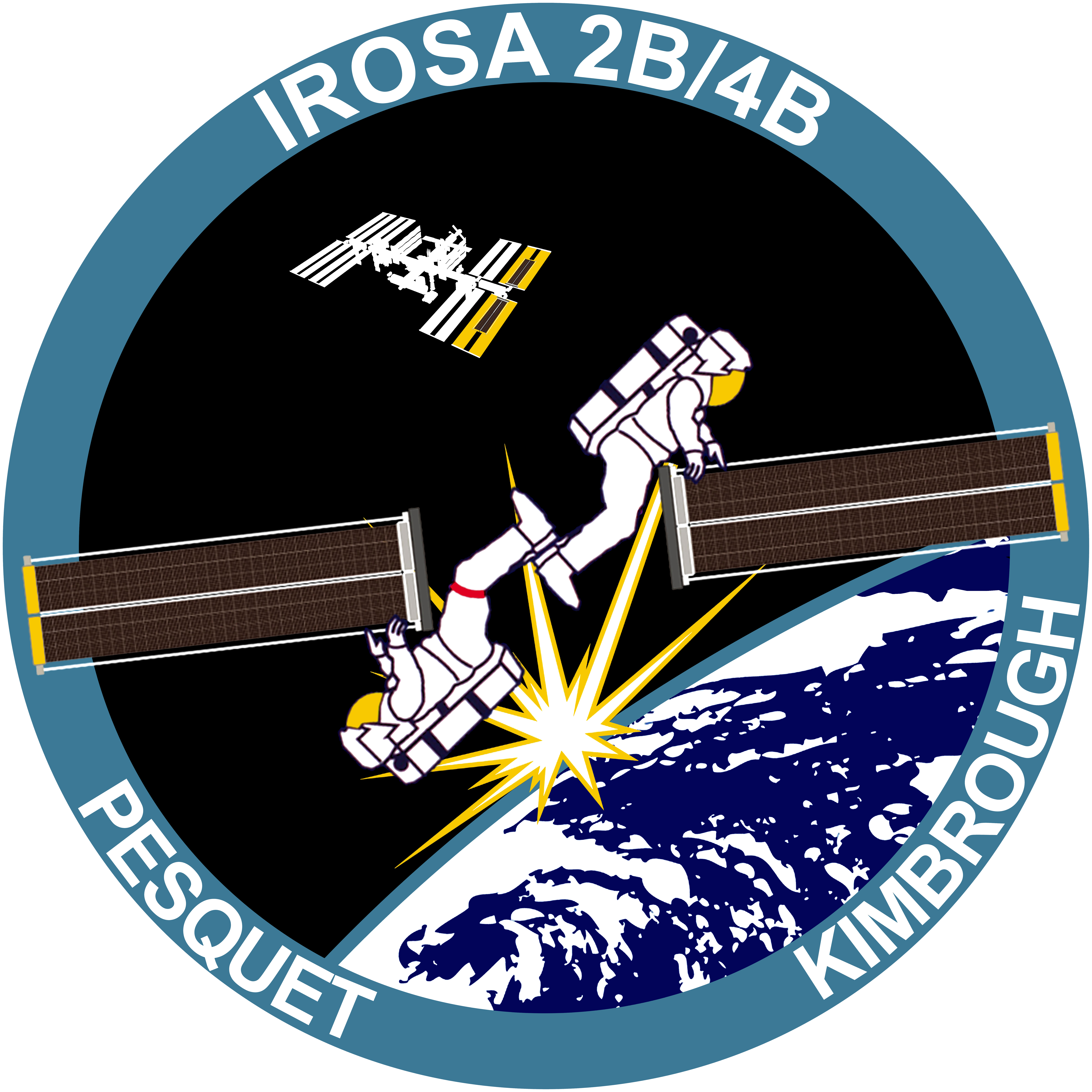
ISS iROSA 2Bおよび4Bの徽章

NASAはスペースXとCRS-22ミッションの契約を結び、これに従ってカーゴドラゴンの主なペイロード、打ち上げ日および軌道パラメーターを決定した。このミッションのペイロード合計は3,328 kg (7,337 lb)である。
- 科学調査 920 kg (2,030 lb)
- 宇宙船ハードウェア： 345 kg (761 lb)
- 乗組員の補給物資： 341 kg (752 lb)
- 船外活動装備： 52 kg (115 lb)
- コンピューター資材： 58 kg (128 lb)
- 外部貨物： 1,380 kg (3,040 lb) [6]

ISS伸展式太陽電池アレイ（iROSA）
2017年にISSでテストされたデザインに基づく、XTJのプライム宇宙太陽電池を用いた2Bおよび4Bと名付けられた伸展式太陽電池アレイの最初の1対。この太陽電池アレイはスペースX カーゴドラゴンCRS-22宇宙船の非与圧トランクに搭載されて宇宙ステーションに届けられた。2対目は2022年後半にCRS-26でISSに届けられ、その後、別の1対が2023年6月にCRS-28で届けられることになっている。この新しい太陽電池アレイの設置には2回の船外活動が必要であり、1回目は2021年6月16日に改修キットを使用して作業場所の準備を行い、2回目は2021年6月20日に新しいパネルが設置された。
与圧コンパートメントに搭載されたハードウェア：
- 触媒反応器：環境制御および生命維持システム（ISS）に重要な補助水供給の雨量を提供する従来型ユニット
- 商業乗員輸送機緊急呼吸用空気アッセンブリー（CEBAA）のレギュレーターマニフォールドアッセンブリー（RMA）：緊急空気供給機能の最初のセットを完了したこの統合システムは、ISSの緊急アンモニア漏洩時に最大1時間、最大5人の乗組員をサポートする
- ザーリャモジュールのクルスの電子回路ユニット：ロシア宇宙船の宇宙飛行士による遠隔操作ドッキングのための重要なハードウェアが、2021年に予定されているメンテナンス活動をサポートするために打ち上げられた
- ポータブルウォーターディスペンサー（PWD）のフィルター：通常の運用中に乗組員が消費した水からヨウ素を除去するために使用される主要なフィルターアセンブリ
- 商用オフザシェルフ（COTS）空気タンク：軌道上での定期的な船室再与圧活動のためのガス再供給をサポートする重要な使い捨て空気タンク
- アイスバーグ（氷山）：拡張されたペイロード運用をサポートする重要な低温倉庫機能[6]

## 研究
スペースX CRS-22ミッションで軌道上の実験室に到着した新しい実験は、人間の健康から高性能コンピューティングまでの科学をサポートし、宇宙ステーションを新しい技術の実験場として活用する。
ドラゴンの加圧カプセル内に搭載された調査の中には、次のようなさまざまな研究実験や研究が含まれている：
- 地球上で腎臓病を治療するためのより優れた医薬品と治療法の開発
- 綿花の根系を使用して、水と農薬をあまり必要としない植物の品種を特定する
- 微小重力環境での新しいポータブル超音波技術のテスト（Butterfly IQ Ultrasound）[11]

2つのモデル生物の調査：
- 1つ目の研究では、有益な微生物と動物宿主の間の相互作用に対する宇宙飛行の影響を調べるためのモデルとしてダンゴイカ（英語版）を検討する
- 2つ目の研究では、宇宙の過酷な環境に対するクマムシの適応を調べる予定であり、地球上のワクチンの生産、流通、保管に関する長期的な問題解決に貢献する可能性が期待されている

### NASAグレン研究センターの研究：[12]
- 統合燃焼ラック（英語版）（CIR）の再構成

### 学生宇宙飛行実験計画
学生宇宙飛行実験計画（SSEP）では5件の実験が明らかにされている：
- ミッション14B – 実験3件[13]
- ミッション15A – 実験2件[14]

### ISS米国国立研究所
ISS米国国立研究所は、教育および商業パートナーとの間で十数個のペイロードを後援している。これらは以下の通り：
- コルゲート・パーモリーブ – 口腔内バイオフィルムの調査
- イーライリリー – 凍結乾燥された医薬品の物理的状態および特性に対する重力の影響の調査

## CubeSats
ELaNa 37：1機のCubeSatの展開がこのミッションで予定されていた：
- RamSat – オークリッジ公立学校（ロバーツビル・ミドル・スクール）、テネシー州オーク・リッジ

ナノラックスからのCubeSatの展開：
- SOAR – EU/EC Horizon 2020の資金援助を受けたマンチェスター大学（イギリス）とDISCOVERERコンソーシアム[17]

UNOOSA / JAXA KiboCUBE計画：
- MIR-SAT1 – モーリシャス研究および革新評議会[19]
- G-SATELLITE 2 – OneTeam、東京オリンピック・パラリンピック競技大会組織委員会（TOCOG）[20][21]

## 帰還するハードウェア

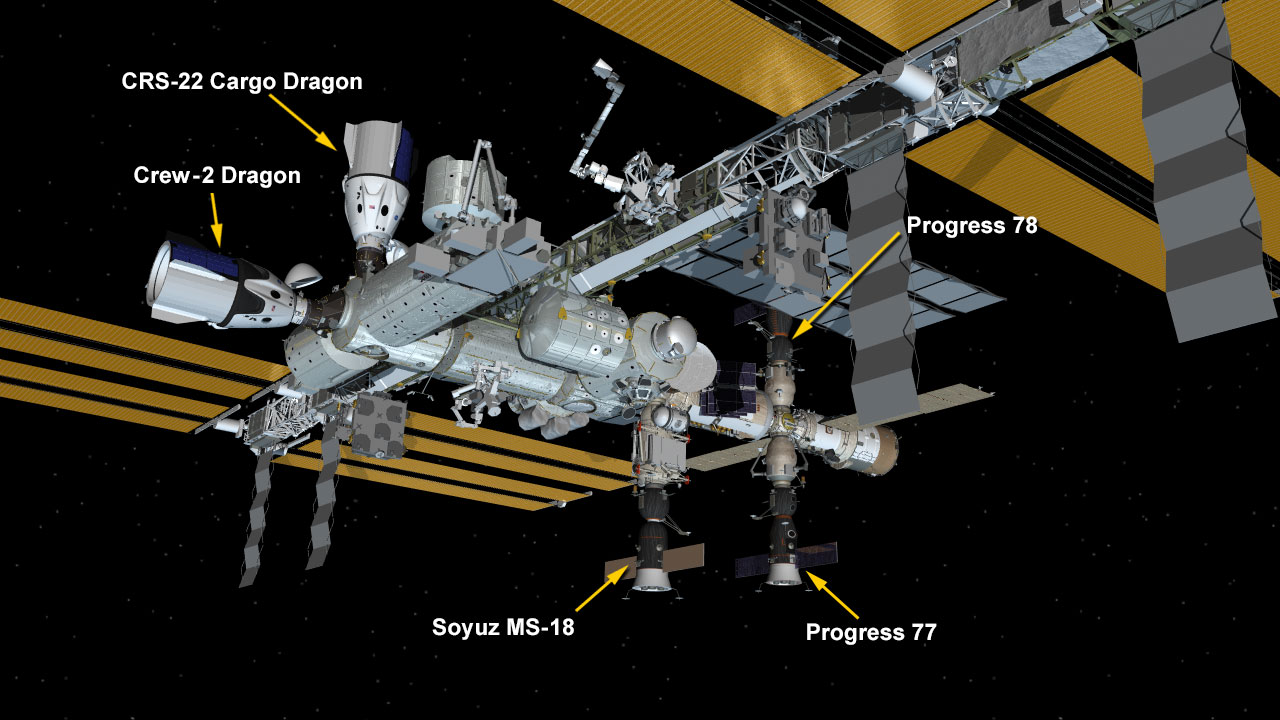
スペースX CRS-22が出発する前にISSにドッキングしていた宇宙船

CRS-2契約に基づく帰還するカプセルないしリフティングボディーから始まり、NASAは国際宇宙ステーションから帰還させる主要ハードウェア（診断評価、改修、修理ないし不要となった故障したり、使用済みのハードウェア）を報告している。スペースX CRS-22ミッションは2021年7月10日に終了したが、これは熱帯低気圧/ハリケーン・エルザが着水海域に天候上の懸念をもたらしたために、当初のドッキング解除目標である2021年7月6日から2日遅れており、地球の大気圏に再突入して2,404 kg (5,300 lb)の帰還貨物と共にフロリダ西岸近くのメキシコ湾に着水した。
- 触媒反応器開発試験装置（DTO）：環境制御および生命維持システム（ECLSS）の開発用ユニットで、故障の原因を特定し、その後の再飛行を行うための試験、分解、評価（TT&E）のために帰還する
- 尿処理アッセンブリー（UPA）の蒸留処理アッセンブリー：尿の蒸留、処理、および将来の使用に使用される重要なECLSS軌道上交換ユニットで、将来のスペア需要をサポートするためにTT&Eと改修のために帰還する
- サバティエ主制御器：軌道上で必要な水を生成するために酸素生成システム（OGS）と組み合わせて使用されるサバティエシステムの主要ハードウェア
- 齧歯類研究飼育器（AEX-X）：齧歯類研究ミッションで使用された飼育器で、2022年初頭に将来のミッションをサポートするための改修のために帰還する
- 窒素/酸素充填システム（NORS）の充填タンクアッセンブリー（RTA）：軌道上での高圧ガス操作や活動をサポートするために再利用するために戻された空のガスタンク[6]